# Allat Toutawal
Allat Toutawal est un village du Cameroun située dans la région de l'Adamaoua et le département de Mayo-Banyo. Il fait partie de la commune de Banyo et du lamidat de Banyo.

## Population et société

### Démographie
Lors du recensement de 2005, on y a dénombré 1 508 personnes.
D'après le plan communal de développement de la commune de Banyo daté de août 2015, Allat Toutawal compte 3 700 habitants dont 1 700 hommes et 2 000  femmes. La population des enfants se répartit de la façon suivante : 396 nourrissons (0 à 35 mois), 625 enfants (0 à 59 mois), 241 enfants (4 à 5 ans), 866 enfants (6 à 14 ans), 685 adolescents (12 à 19 ans), 1284 jeunes (15 à 34 ans).

### Santé
Un centre de santé intégré est présent au sein du village.
Les équipements sanitaires comprennent : 16 lits, 1 labo, 1 maternité, 1 pharmacie, 1 réfrigérateur.
Il n'existe pas de point d'eau mais des latrines sont présentes.

## Éducation
L'école maternelle publique d'Allat Toutawal compte  35 élèves dont  15 filles et 20 garçons. Les enseignants sont au nombre de 2 contractuels et n'ont pas de salles de classe.
L'école publique du village compte 321 élèves dont 149 filles et 172 garçons. Les enseignants contractuels sont au nombre de 7 et ont à leur disposition 4 salles de classe.

## Économie

### Fournisseur d'énergie
Le village dispose d'électricité de façon décentralisée depuis 2010. Mais le système d'électrification ne fonctionne pas,.

### Fournisseur d'eau
Deux stations scan water sont présentes au sein du village mais ils ne fonctionnent pas,.

### Agriculture
Il dispose d'un poste agricole.
Les cultures agricoles sont les suivantes : maïs, arachide, manioc et la patate douce.
Il existe un puits pastoral et un parc à bétail mais en mauvais état.

## Administration
Il existe un centre secondaire d'Etat Civil qui fonctionne.